# Stu Cook
Stuart Alden Cook (Oakland, California, 25 de abril de 1945) es un músico estadounidense, más conocido como bajista de la banda de rock Creedence Clearwater Revival. Stu Cook tiene potencial con el bajo, creando buenos ritmos y algunos de complejidad que lo ponen como uno de los más ingeniosos bajistas.

## Biografía
Cook estudió en la Universidad Estatal de San José y se graduó en 1967 con un bachillerato en ciencias con grado en Administración de Empresas y Gestión Industrial. Tras la disolución del grupo Creedence Clearwater Revival, Cook y el baterista Doug Clifford formaron Factory Productions y se unieron con Don Harrison en el grupo Don Harrison Band. Posteriormente, Cook se unió al grupo de Roky Erickson The Aliens y a la banda de country rock Southern Pacific en 1985, reemplazando a Jerry Scheff. Cook permaneció en el grupo hasta la disolución de Southern Pacific en 1990.
En 1995, Cook y Doug Clifford formaron Creedence Clearwater Revisited.

## Discografía

### Con Creedence Clearwater Revival
- 1968: Creedence Clearwater Revival
- 1969: Bayou Country
- 1969: Green River
- 1969: Willy and the Poor Boys
- 1970: Cosmo's Factory
- 1970: Pendulum
- 1972: Mardi Gras

### Con Don Harrison Band
- 1976: The Don Harrison Band
- 1977: Red Hot

### Con Rocky Erickson and The Aliens
- 1980: Roky Erickson and the Aliens
- 1981: The Evil One

### Con Southern Pacific
- 1986: Killbilly Hill
- 1988: Zuma
- 1990: County Line
- 1991: Greatest Hits

### Con Creedence Clearwater Revisited
- 1998: Recollection